# Hey You, I Love Your Soul
Hey You, I Love Your Soul  (в пер. с англ. Эй, я люблю твою душу) — второй студийный альбом христианской рок-группы Skillet, выпущенный 21 апреля 1998 года.

## Об альбоме
Hey You, I Love Your Soul в музыкальном плане тяготеет к индастриалу и по звучанию схож с индастриал-группой Nine Inch Nails, что в значительной степени отличается от дебютного альбома, который был ориентирован на пост-гранж. Тематика песен, в отличие от Skillet, также несколько изменилась и в основном повествовала о противостоянии человека с чем либо.
В записи альбома принимала участие Кори Купер — супруга лидера группы Джона Купера, которая на тот момент ещё не являлась участницей Skillet.
На композицию «More Faithful» был снят видеоклип.

## Список композиций
| №                   | Название                     | Длительность |
| ------------------- | ---------------------------- | ------------ |
| 1.                  | «Hey You, I Love Your Soul»  | 2:58         |
| 2.                  | «Deeper»                     | 3:47         |
| 3.                  | «Locked in a Cage»           | 3:55         |
| 4.                  | «Your Love (Keeps Me Alive)» | 3:55         |
| 5.                  | «More Faithful»              | 3:44         |
| 6.                  | «Pour»                       | 4:18         |
| 7.                  | «Suspended in You»           | 3:08         |
| 8.                  | «Take»                       | 4:13         |
| 9.                  | «Coming Down»                | 5:06         |
| 10.                 | «Whirlwind»                  | 4:02         |
| 11.                 | «Dive Over In»               | 3:43         |
| 12.                 | «Scarecrow»                  | 4:17         |
| Общая длительность: | Общая длительность:          | 47:15        |

## Участники записи
| Skillet - Джон Купер — вокал, бас-гитара, клавишные, продюсер - Кен Стюарт — гитара, бэк-вокал, синтезаторная гитара - Трэй МакКларкин — барабаны, бэк-вокал | Дополнительный персонал - Скид Миллс — звукоинженер, микширование, продюсер - Дина Кей — исполнительный продюсер - Пол Эберсолд — исполнительный продюсер - Кори Купер — клавишные, программирование, бэк-вокал, композитор - Джейсон Летшоу, Мэтт Мертоун — ассистенты звукоинженера |

## Позиции в чартах
| Чарт (1998)                | Наивысшая позиция |
| -------------------------- | ----------------- |
| Top Contemporary Christian | 25                |

## История релиза
| Дата           | Лейбл(ы)   | Формат(ы)            |
| -------------- | ---------- | -------------------- |
| 21 апреля 1998 | ForeFront  | CD                   |
| 3 марта 2003   | EMI        | Цифровая дистрибуция |
| 5 июля 2005    | Sony Music | CD                   |